# 윤용준
윤용준은 대한민국의 배우이다.

## 출연작

### 영화
- 《비밀》 (2015년) - 민우 역

### 드라마
- 《청춘시대 2》 (2017년, JTBC) - 신율빈 역
- 《청춘시대》 (2016년, JTBC) - 신율빈 역
- 《몬스터》 (2016년, MBC) - 도치 역

### 광고
- 다우니 윈터 로맨스
- 쁘띠첼스윗푸딩허니블러썸